# Individuel BC3 masculin aux Jeux paralympiques d'été de 2024
Cet article traite de l'épreuve masculine. Pour la compétition féminine, voir Individuel BC3 féminin de boccia aux Jeux paralympiques d'été de 2024.
Pour un article plus général, voir Boccia aux Jeux paralympiques d'été de 2024.
Navigation
Tokyo 2020 Los Angeles 2028
Le tournoi masculin BC3 de boccia aux Jeux paralympiques d'été de 2024 se déroule du 29 août au 2 septembre 2024 à Arena Paris Sud 1, en France.

## Médaillés
| Or                 | Argent              | Bronze                        |
| Jeong Ho-won (KOR) | Daniel Michel (AUS) | Grigorios Polychronidis (GRE) |

## Calendrier
| Date                   | Horaire | Manche           |
| ---------------------- | ------- | ---------------- |
| Jeudi 29 août          | 14 h 00 | Poules           |
| Vendredi 30 août       | 17 h 00 | Poules           |
| Samedi 31 août         | 17 h 00 | Poules           |
| Dimanche 1er septembre | 10 h 30 | Quarts de finale |
| Dimanche 1er septembre | 13 h 10 | Demi-finales     |
| Dimanche 1er septembre | 18 h 10 | Petite finale    |
| Lundi 2 septembre      | 20 h 00 | Finale           |

## Phase de poule

### Poule A
| Athlète | J | G | P | PG | PE | Diff. | Notes |
| ------- | - | - | - | -- | -- | ----- | ----- |
|         |   |   |   |    |    |       |       |
|         |   |   |   |    |    |       |       |
|         |   |   |   |    |    |       |       |
|         |   |   |   |    |    |       |       |
|         |   |   |   |    |    |       |       |

#### Matchs
| Match | Date     | Joueur 1 | Résultat | Joueur 2 |
| ----- | -------- | -------- | -------- | -------- |
|       | août à h |          |          |          |
|       | août à h |          |          |          |
|       | août à h |          |          |          |
|       | août à h |          |          |          |
|       | août à h |          |          |          |
|       | août à h |          |          |          |
|       | août à h |          |          |          |
|       | août à h |          |          |          |
|       | août à h |          |          |          |
|       | août à h |          |          |          |

### Poule B
| Athlète | J | G | P | PG | PE | Diff. | Notes |
| ------- | - | - | - | -- | -- | ----- | ----- |
|         |   |   |   |    |    |       |       |
|         |   |   |   |    |    |       |       |
|         |   |   |   |    |    |       |       |
|         |   |   |   |    |    |       |       |
|         |   |   |   |    |    |       |       |

#### Matchs
| Match | Date     | Joueur 1 | Résultat | Joueur 2 |
| ----- | -------- | -------- | -------- | -------- |
|       | août à h |          |          |          |
|       | août à h |          |          |          |
|       | août à h |          |          |          |
|       | août à h |          |          |          |
|       | août à h |          |          |          |
|       | août à h |          |          |          |
|       | août à h |          |          |          |
|       | août à h |          |          |          |
|       | août à h |          |          |          |
|       | août à h |          |          |          |

### Poule C
| Athlète | J | G | P | PG | PE | Diff. | Notes |
| ------- | - | - | - | -- | -- | ----- | ----- |
|         |   |   |   |    |    |       |       |
|         |   |   |   |    |    |       |       |
|         |   |   |   |    |    |       |       |
|         |   |   |   |    |    |       |       |
|         |   |   |   |    |    |       |       |

#### Matchs
| Match | Date     | Joueur 1 | Résultat | Joueur 2 |
| ----- | -------- | -------- | -------- | -------- |
|       | août à h |          |          |          |
|       | août à h |          |          |          |
|       | août à h |          |          |          |
|       | août à h |          |          |          |
|       | août à h |          |          |          |
|       | août à h |          |          |          |
|       | août à h |          |          |          |
|       | août à h |          |          |          |
|       | août à h |          |          |          |
|       | août à h |          |          |          |

### Poule D
| Athlète | J | G | P | PG | PE | Diff. | Notes |
| ------- | - | - | - | -- | -- | ----- | ----- |
|         |   |   |   |    |    |       |       |
|         |   |   |   |    |    |       |       |
|         |   |   |   |    |    |       |       |
|         |   |   |   |    |    |       |       |
|         |   |   |   |    |    |       |       |

#### Matchs
| Match | Date     | Joueur 1 | Résultat | Joueur 2 |
| ----- | -------- | -------- | -------- | -------- |
|       | août à h |          |          |          |
|       | août à h |          |          |          |
|       | août à h |          |          |          |
|       | août à h |          |          |          |
|       | août à h |          |          |          |
|       | août à h |          |          |          |
|       | août à h |          |          |          |
|       | août à h |          |          |          |
|       | août à h |          |          |          |
|       | août à h |          |          |          |

## Phase finale
|  | Quarts de finale      | Quarts de finale      |                        |                        | Demi-finales          | Demi-finales          |  |  | Finale              | Finale              |
|  | Quarts de finale      | Quarts de finale      |                        |                        | Demi-finales          | Demi-finales          |  |  | Finale              | Finale              |
|  |                       |                       |                        |                        |                       |                       |  |  |                     |                     |
|  | 1er septembre à 10h30 | 1er septembre à 10h30 |                        |                        | 1er septembre à 13h10 | 1er septembre à 13h10 |  |  | 2 septembre à 20h00 | 2 septembre à 20h00 |
|  | 1er septembre à 10h30 | 1er septembre à 10h30 |                        |                        | 1er septembre à 13h10 | 1er septembre à 13h10 |  |  | 2 septembre à 20h00 | 2 septembre à 20h00 |
|  |                       |                       |                        |                        | 1er septembre à 13h10 | 1er septembre à 13h10 |  |  | 2 septembre à 20h00 | 2 septembre à 20h00 |
|  |                       |                       |                        |                        | 1er septembre à 13h10 | 1er septembre à 13h10 |  |  | 2 septembre à 20h00 | 2 septembre à 20h00 |
|  |                       |                       |                        |                        | 1er septembre à 13h10 | 1er septembre à 13h10 |  |  | 2 septembre à 20h00 | 2 septembre à 20h00 |
|  |                       |                       |                        |                        |                       |                       |  |  | 2 septembre à 20h00 | 2 septembre à 20h00 |
|  | 1er septembre à 10h30 |                       |                        |                        |                       |                       |  |  | 2 septembre à 20h00 | 2 septembre à 20h00 |
|  |                       |                       |                        |                        |                       |                       |  |  | 2 septembre à 20h00 | 2 septembre à 20h00 |
|  |                       |                       |                        |                        |                       |                       |  |  | 2 septembre à 20h00 | 2 septembre à 20h00 |
|  |                       |                       |                        |                        |                       |                       |  |  | 2 septembre à 20h00 | 2 septembre à 20h00 |
|  |                       |                       |                        |                        |                       |                       |  |  | 2 septembre à 20h00 | 2 septembre à 20h00 |
|  |                       |                       |                        |                        |                       |                       |  |  |                     |                     |
|  | 1er septembre à 10h30 |                       |                        |                        |                       |                       |  |  |                     |                     |
|  |                       |                       |                        |                        |                       |                       |  |  |                     |                     |
|  |                       |                       |                        |                        |                       |                       |  |  |                     |                     |
|  | 1er septembre à 13h10 |                       |                        |                        |                       |                       |  |  |                     |                     |
|  |                       |                       |                        |                        |                       |                       |  |  |                     |                     |
|  |                       |                       |                        |                        |                       |                       |  |  |                     |                     |
|  | 1er septembre à 10h30 | 1er septembre à 10h30 | Match pour la 3e place | Match pour la 3e place |                       |                       |  |  |                     |                     |
|  | 1er septembre à 10h30 | 1er septembre à 10h30 | Match pour la 3e place | Match pour la 3e place |                       |                       |  |  |                     |                     |
|  |                       |                       | 1er septembre à 18h10  |                        |                       |                       |  |  |                     |                     |
|  |                       |                       |                        |                        |                       |                       |  |  |                     |                     |
|  |                       |                       |                        |                        |                       |                       |  |  |                     |                     |
|  |                       |                       |                        |                        |                       |                       |  |  |                     |                     |
|  |                       |                       |                        |                        |                       |                       |  |  |                     |                     |
|  |                       |                       |                        |                        |                       |                       |  |  |                     |                     |